# Julio Ferrez
Julio Marc Ferrez, mais conhecido apenas como Julio Ferrez (Rio de Janeiro, 1881 – Rio de Janeiro, 11 de janeiro de 1946), foi um cineasta e cinegrafista brasileiro. É conhecido por ter dirigido o filme Nhô Anastácio Chegou de Viagem, considerado a primeira produção de ficção do Brasil. Dirigiu filmes como A Viúva Alegre, Barcarola, A Mala Sinistra entre outros. Era filho do fotógrafo Marc Ferrez e pai do historiador Gilberto Ferrez.

## Biografia
Nascido no Rio de Janeiro em 1881, era filho do renomado fotógrafo Marc Ferrez. Desde o aparecimento do cinematógrafo dos irmãos Auguste e Louis Lumière, Ferrez mostrava-se interessado pela grande novidade e, através de contatos feitos em Paris com Charles Pathé conseguiu a representação da casa no Brasil. Junto com seu pai e seu irmão, Luciano, fundaram o Cine Pathé, uma das mais famosas salas de cinema dos primórdios do cinema brasileiro.
Foi também um importante diretor de cinema e cinegrafista. Em 1908 dirige o curta-metragem Nhô Anastácio Chegou de Viagem, considerado a primeira produção de comédia do Brasil, assim como a primeira obra de ficção do cinema brasileiro, que até aquele momento apenas havia apresentado documentários. Filma ainda Barcarola, primeiro filme "falante e cantante", A Mala Sinistra, fita baseada em um crime real, A Gueixa, uma opereta cinematográfica “de costumes orientais”, e O Cometa, sátira cinematográfica sobre a passagem do Cometa Halley. Após isso, dedica-se ao circuito exibidor de sua família.
Ferrez faleceu em 11 de janeiro de 1946, aos 65 anos de idade.

## Filmografia parcial
- Nhô Anastácio Chegou de Viagem
- Barcarola
- A Viúva Alegre
- A Mala Sinistra
- A Gueixa
- Sonho de Valsa
- O Cometa
- O Cordão Carnavalesco